# سهام كاظم سلمان
سهام كاظم سلمان وهي سياسية عراقية شغلت منصب عضوة في مجلس النواب العراقي في دورته الأولى من عام 2005 إلى 2008، حيث استقالت من المجلس وشغل منصبها النائب جبار دهش فرحان الطائي.